# Ирина
Ири́на — женское имя греческого происхождения; восходит к др.-греч. Εἰρήνη — имени богини мирной жизни в древнегреческой мифологии Эйрены; также εἰρήνη (εἰρήνα; дор. εἰράνα) — «мир», «спокойствие».
Другие формы имени: разговорные — Арина, Ерина, Ярина, Иринья; возникшие под влиянием западноевропейских языков — Ирена, Ирэна, Ирен, Ирэн; древнецерковные — Орина, Ириния. Распространённые краткие формы имени: Ира, Рина, Рена. Некоторые из перечисленных форм используются как самостоятельные личные имена.

## История имени
В христианском именослове имя Ирина соотносится прежде всего с Ириной Македонской (ум. в конце I — начале II века), первой из женщин, прославленной церковью в лике великомучеников. Эта святая была весьма почитаема в Византии. Помимо неё, из раннехристианских святых известны мученицы Ирина Коринфская (III век) и Ирина Аквилейская (Солунская или Иллирийская) (начало IV века). Имя Ирина в Византии относилось к распространённым и обладало высоким социальным статусом: среди его носительниц — супруги византийских императоров, одна из которых, императрица Ирина, в 797 году стала полновластной правительницей государства, а после кончины церковь её канонизировала за восстановление иконопочитания.

## Распространённость имени в России
Имя Ирина на Руси в Средневековье было распространённым и хорошо известным. Свидетельством его давней укоренённости в русской культуре являются, например, пословицы с включением имени («Тётка Арина надвое говорила»); народные приметы на дни поминовения святых Ирин («Три Арины в году живут: Арина — разрой берега, Арина-рассадница да Арина — журавлиный лёт»), в которых имя святых дополнялось «неправославными» прозвищами, связанными с крестьянским бытом, годовым циклом сельскохозяйственных работ.
В XVIII веке имя Ирина (встречавшееся в основном в форме Арина) — крестьянское и купеческое имя, редкое в дворянской среде. По подсчётам В. А. Никонова, частотность имени во второй половине XVIII века среди дворянок составляла 2 ‰ (то есть выявлялись две носительницы имени в тысяче учтённых), тогда как у крестьянок, например, Можайского уезда — 47 ‰, у крестьянок Краснослободского уезда — 51 ‰, в удельных сёлах Подмосковья частотность составляла 45 ‰. У купчих Коломны имя встречалось с частотностью 35 ‰, у московских купчих — 33 ‰. Никонов отмечал заметную угасающую динамику имени на протяжении XVIII века; тенденция сохранялась и в XIX веке — имя становилось редким.
Возвращение имени в число популярных случилось уже в XX веке, в 1940-е—1950-е годы. По статистике, собранной А. В. Суперанской и А. В. Сусловой по именам новорождённых в Ленинграде за несколько десятилетий, частотность имени Ирина у девочек, родившихся в означенные десятилетия составила 23 ‰, при том, что у родившихся в 1920-е—1930-е годы частотность не превышала 6 ‰. В дальнейшем оно показывало чрезвычайно высокую частотность вследствие сформировавшегося в русском обществе массового увлечения именем. Например, в Москве в период 1950—1959 годов имя занимало 4-ю позицию в списке самых модных имён с частотностью 90 ‰, пропустив вперёд только имена Елена, Татьяна, Наталья; в Ленинграде в 1960-е—1970-е годы частотность имени достигла 106 ‰ (бо́льшие значения были только у имени Елена). Суперанская и Суслова относили имя Ирина к категории имён широкого распространения.
Сведения В. А. Никонова по именам новорождённых в 1961 году, собранные в нескольких регионах центральной России, показывают, что имя в начале 1960-х являлось преимущественно «городским». В городах частотность имени колебалась от 94 ‰ (в Тамбове) и 98 ‰ (в Ульяновске) до 118 ‰ (в Калуге) и 139 ‰ (в Курске). В городах в целом бо́льшие показатели были только у имени Елена. На селе частотность имени Ирина значительно уступала городским показателям, колеблясь от 12 ‰, 13 ‰ и 14 ‰ (в сельских районах Калужской, Курской и Пензенской областей соответственно) до 48 ‰ (в Костромской области) и 58 ‰ (в Ярославской области).
В последующем частотность имени снижалась, хотя на протяжении 1970-х—1980-х годов оно по-прежнему было весьма востребованным. Так, в Москве в период 1978—1981 годов имя было на 6-м месте среди самых модных имён (с частотностью 63 ‰); в Ленинграде в 1980-е годы частотность имени составила 51 ‰.
В 2000-е годы имя вышло из моды; однако в Хабаровском крае, например, в 2009 году вариант имени Ирина — Арина — занял 13-е место в списке популярных имён у новорождённых; при этом частотность «нового старого» имени составила 25 ‰.

## Именины
Православные именины (даты приводятся по григорианскому календарю):
- 12 января, 16 января, 8 февраля, 26 февраля, 7 марта, 29 апреля, 18 мая, 26 мая, 10 августа, 17 августа, 22 августа, 30 сентября, 1 октября, 2 ноября.

Католические именины:
- 21 февраля, 5 апреля, 5 мая, 18 сентября, 20 октября.

### Сноски
1. ↑  Краткие формы, как это часто бывает с русскими личными именами, соотносятся с несколькими полными формами имён; перечисленные имеют отношение не только к имени Ирина. Форма Ира соотносится с женскими именами Ираида, Ирма, Искра и мужскими Игорь, Ираклий, Ириней и другими; Рина — с женскими именами Екатерина, Марина, Регина, Октябрина и мужскими Иринарх, Ириней; Рена — с именами Рената, Регина, Флорентина и Ренат, Орентий. (см. Петровский Н. А. Указатель производных (уменьшительных) имён. Словарь русских личных имён. Грамота.ру (2002). Дата обращения: 6 августа 2011. Архивировано 26 сентября 2011 года.)